# Guinness (sör)
A Guinness egy ír sör. Kifejlesztője Arthur Guinness. A dublini Guinness Storehouse-ban készítik.

## Története
Az 1725-ben született Arthur Guinness apja sörfőzéssel foglalkozott. Tőle tanulta a szakmát és saját sörgyárat indított Celbridge-ben. 1759-ben aztán kibérelte 9000 évre Dublinban, a Liffey folyó partján, a St. James kapu mellett levő másfél hektáros területet. Nem voltak népszerűek Írországban a világos és az ale sörök sem, inkább whiskyt és gint ittak, ezért inkább fekete sört kezdett gyártani. Titkos hozzávalók alkalmazásával létrehozta saját fekete sörét és ez sikerhez vezetett. 1769-ben már exportálták is, mégpedig Nagy-Britanniába. 1775-ben a városvezetés azzal vádolta meg, hogy a megbeszéltnél több vizet használt fel a sörfőzéshez. Guinness azonban csákányt fogva ellenállt. Miután meghalt, utódai vitték tovább az üzletet és a márka Írország egyik szimbólumává vált azóta.
A története során a sör csak csak három változatban került gyártásra:
- porter vagy single elnevezéssel,
- double vagy extra néven, valamint
- foreign stout, amit exportra szántak.

1868-ban – több mint 350 000 hordóval – bekerült az első három legnagyobb sörgyár közé. 1876-ra közel 780 000 hordót termeltek. 1886 októberében a Guinness részvénytársasággá vált, átlagos forgalmuk meghaladta az egymillió hordót évente. Mindezt reklámok és kedvezmények nélkül érték el. A vállalat akkori értéke 6 millió font volt, a részvények kibocsájtásakor hússzoros túljelentkezés volt, az első kereskedési napon a részvény ára rögtön 60%-ot emelkedett.
Az évek során sok minőség-ellenőrzési eljárást vezettek be, többek között a William Sealy Gosset által – Student (tanuló) álnév alatt – 1899-ben bevezetett, később Student-féle t-eloszlás és Student-féle t-próba néven ismertté vált eljárásokat. Ugyanakkor a cég bőkezűen bánt a dolgozóival, 1907-ben a teljes bevételének ötödét osztotta szét 5000 dolgozója között.
1914-re már több mint 2,5 millió hordó sört forgalmaztak, az az akkori brit piac 10%-nak felelt meg. 1930-ban a világ hét legnagyobb cége közé került.
Az 1960-as évek elején átálltak a fahordós szállításról az alumínium hordósra.
Az 1970-es években csökkentek az eladások, ezért módosították az eredeti receptet és Pale malátát kezdtek el használni, valamint izomerizált komlókivonattal finomították az eljárást.
1986-ban a cég „Distillers Company” lett, amivel ellenőrző szervvé is vált az Egyesült Királyságban. Ez a státus később visszaélésekre adott okot, csalásokat is követtek el a részvényekkel.
1997-ben a Guinness egyesült a Grand Metropolitannal és Diageo néven folytatták a termelést, bár a cég önálló entitás maradt, megtartva a jogokat és termékeivel kapcsolatos összes védjegyet.
2005-ben bezárták a londoni sörfőzdét, a teljes termelés és értékesítést Dublinba helyezték át. Napjainkban több mint 120 országban forgalmazzák.

## Készítése
Nagy mennyiségű árpával készül, évente százezer tonnát használnak fel belőle. Csíráztatás után 232 fokon pörkölik két és fél óráig az árpaszemeket. Amikor megfelelővé válik a szemek színe, akkor készen van a pörkölés. Ez azért fontos, mert a pörkölés adja a sör különleges színét és ízét. A megőrölt gabonát forró vízzel keverik és az így kapott pépes anyagot erjesztőkádakba rakják. Leforrázzák és leszűrik. Hozzáadják a komlót. Az árpában levő cukrot az élesztőgombák alkohollá változtatják. Mivel felső erjesztésű sörről van szó, a tetején levő krémes habban található a sörélesztő.

## Fogyasztása
1959 óta a 0,44 literes, dobozos kiszerelés Guinness Draught néven műanyag golyóval kapható. Ez felbontás után nitrogéngáz-keveréket bocsát ki a minőség javítása és a hab krémességének megőrzése érdekében, hasonlóan a csapolt kiszereléshez. 1999 óta 0,33 literes üveges formában is kapható.
Alacsony magyarországi népszerűségének oka főleg az átlag magyar bolti söröknél magasabb ára.[forrás?]